# Dipsas pavonina
Espèce
Statut de conservation UICN

 LC  : Préoccupation mineure
Dipsas pavonina  est une espèce de serpents de la famille des Dipsadidae.

## Répartition
Cette espèce se rencontre au Brésil, en Bolivie, au Pérou, en Équateur, en Colombie, au Venezuela, au Guyana, en Suriname et en Guyane.

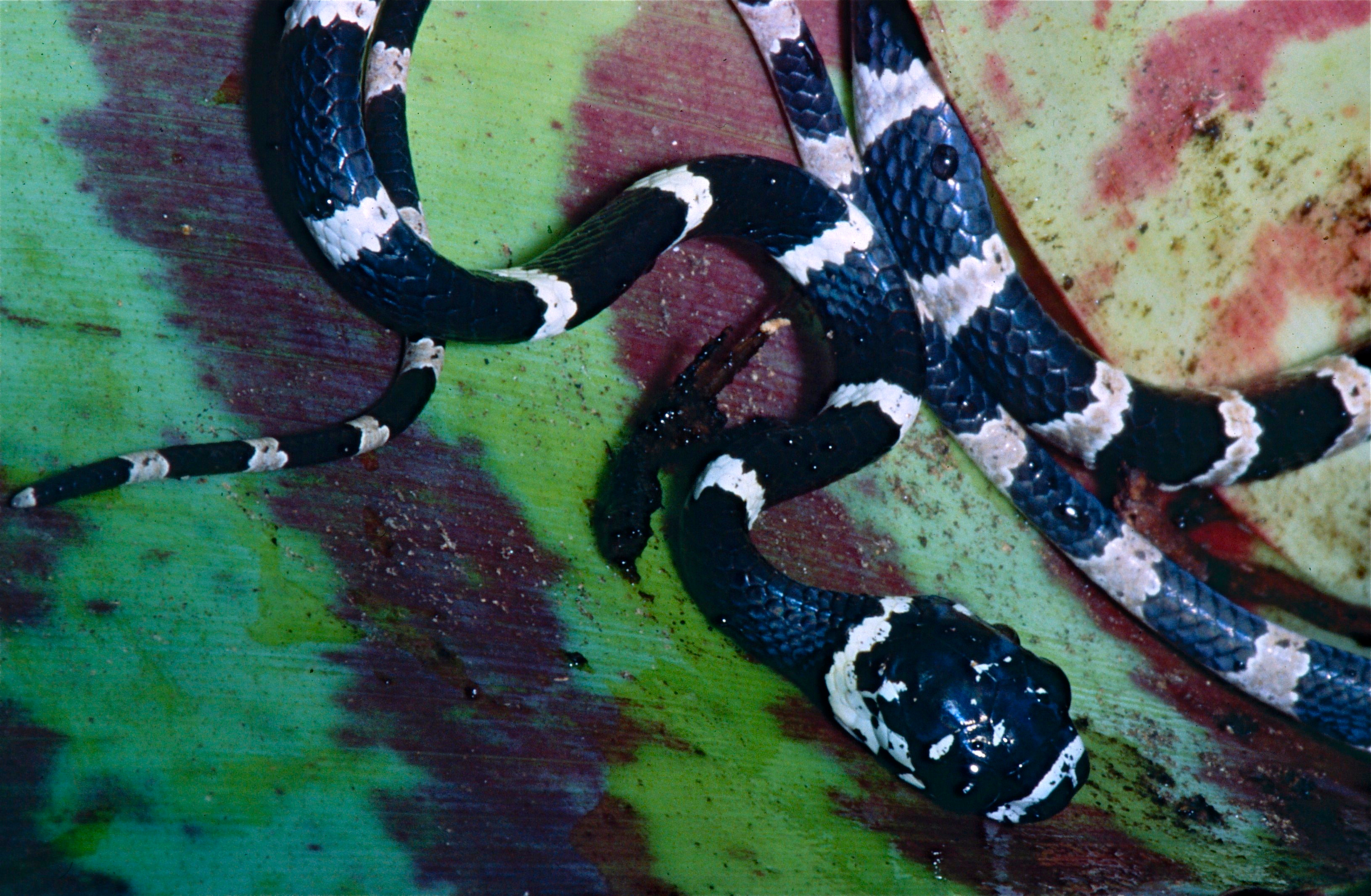

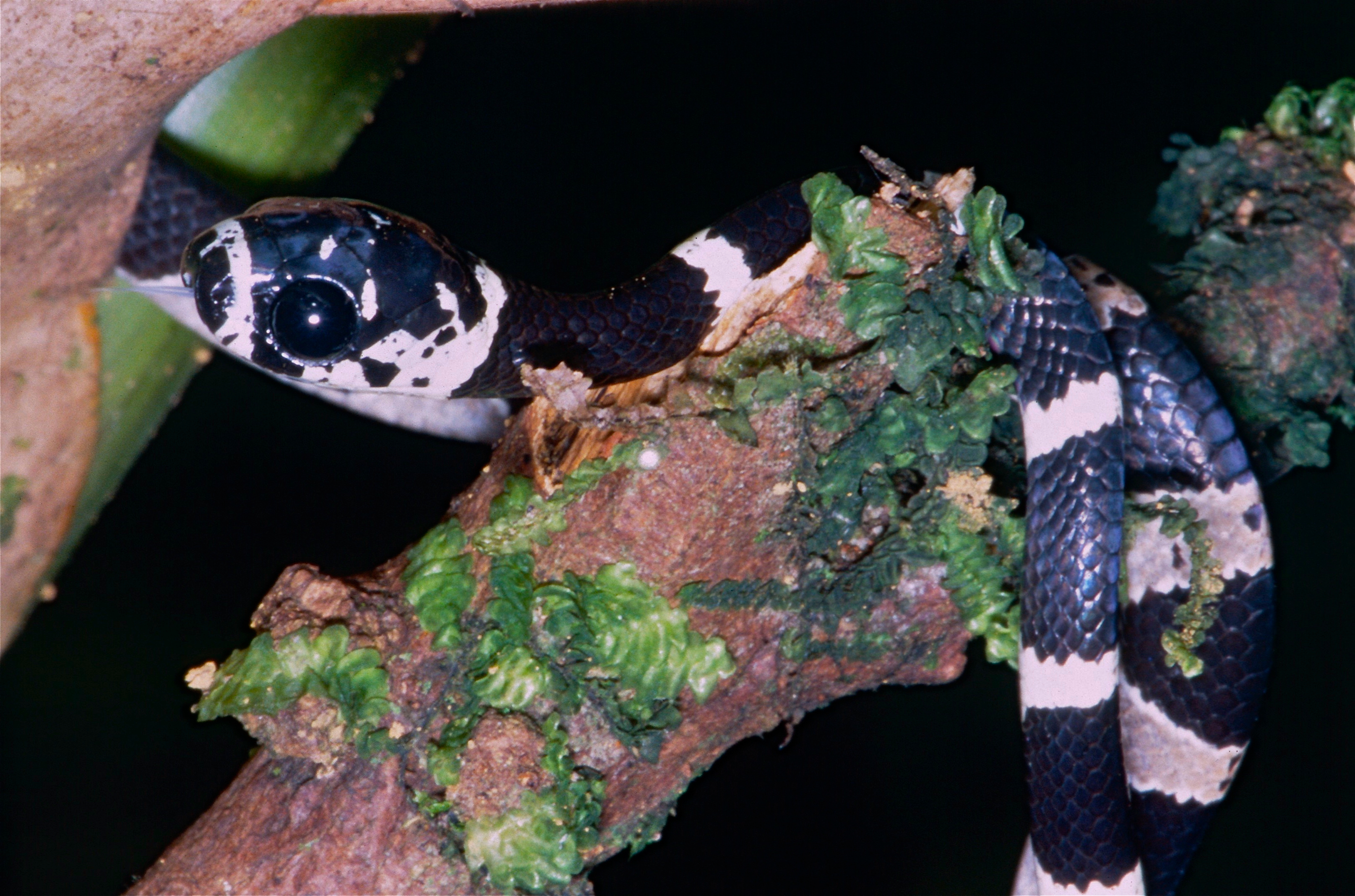

## Publication originale
- Schlegel, 1837 : Essai sur la physionomie des serpens, La Haye, J. Kips, J. HZ. et W. P. van Stockum, vol. 1 (texte intégral) et vol. 2 (texte intégral).